# Міжлісся (Жмеринський район)
Міжлі́сся —село в Україні, у Барській міській громаді Жмеринського району Вінницької області.
На схід від селища (ст.) Бар на відстані 2 км розташоване село Міжлісся. Воно гарне мальовниче село, розкинулось серед лісів, звідки і походить назва. Але цю назву воно має лише трохи більше 40-а років. Раніше (до 1964 р.) воно називалось Голодки.
Населення Міжлісся — 1340 осіб. З трьох сторін його оточують ліси, а з четвертої протікає річка Рів. Через село проходять залізнична колія із Жмеринки до Могилева-Подільського, автодорога Бар — Жмеринка. На схід від села на відстані 7 км знаходиться село — Маньківці; на заході — селище Бар; на півдні (2 км) — с. Заможне; на півночі — (5 км) с. Глинянка. Село до 2020 року входило до складу Войнашівської сільської ради. В Міжліссі є 430 дворів та 16 вулиць: Лісова, Польова, Садова, Степова, Лугова, Новоселів, Медвецького, Леніна, Радоспна, Щорса, Червоноармійська, Шевченка, Пролетарська, Межмана, Святого Михайла та Подільська. Лісова означає, те що вулиця знаходиться в лісі, Польова біля поля, Садова — саду, Новоселів — побудовані нові будинки, Шевченка — на честь Т. Г. Шевченка, Св. Михайла тому, що бере початок від церкви Св. Михайла.
День села 21 листопада на Святого Михайла.

## Історія
А звідкіля походить назва Голодки, дає в певній мірі відповідь праця найвідомішого українського історика, державного діяча Михайла Грушевського «Барське староство». Тут понад 20 раз зустрічається назва села. Коли засноване село невідомо, але воно не молодше міста Бар. Про це та володарів села дає відомості М. С. Грушевський.
Про часи виникнення села є такі дві легенди:
1) Колись в селі було дуже багато ґуралень (горілчаних заводів), на яких працювали селяни. І з часом багато місцевих жителів почали пиячити . Вони коли вже не мали за що пити, виносили все своє майно і ставали бідними, а люди з навколишніх сіл прозивали їх за це голотою (бідняки), а на село говорили — село голотків (бідняків). Так село отримало назву — Голодьки.
2) Дуже давно село знаходилося на правому березі річки Рів і називалося Кинтар. Там проживав заможний пан Володько, який мав двох синів. Їх прізвище було Голодьки. І от коли батько помер, сини взяли і побудували собі будинки за 5 км від річки. А біля них було побудовано й хати їх челяді. А згодом й багато інших людей перебралися до них і так утворилося нове село, яке назвали на честь братів Голодьки. Інші люди кажуть, що ці брати приїхали з Росії і купили це село. Коли вони посварилися між собою село занепало.
Із праці Грушевського «Барське староство» відомо, що «в 1452 р. Голчедаєвська з обширною волостю були надані королем Казимиром Ягеллончиком шляхтичеві Теодорику Бучацькому-Язловецькому. До складу цієї волості входило село Олатковці біля Бара, які можуть бути Голодками». В 1538 р. с. Голодки відносилось до староства Бару. Далі Грушевський дізнався що, ще до відновлення Барського замку Голодкови володіли селом в 1551 р. Їх було четверо: Василь, Гіацинт (Яцко), Нестор та Ілля. В 1599 р. село було відібране у Голодків за невиконання повинностей та віддано барському старості Станіславові Ґольському.
Село Голодки було кілька раз спалене і пограбоване татарами в XVI ст., це зокрема в 1564, 1567, 1573, 1575, 1577, 1582, 1590 роках, але воно відроджувалось, відбудовувалось на попередньому місці.
У 1615 р. Голодки знаходились в руках поляків. У 1665 р. село знаходилось на довічному володінні у польського шляхтича. 1806 р. вже входило знову до Барського староства.
Далі відомо: с. Голодки знаходиться на низовині при р. Рів, притоці р. Буг за 5 верст від м. Бар на пд.-сх. І на 1 ½ версту ж.-д. ст. «Бар» Новоселицької гілки. Село з трьох сторін оточене лісом. Ліси служать захистом садам і городам, даючим добрі врожаї ; вони також оздоровлюють місцевість, зайняту селом. Ґрунти — суглинисті. Про часи і обставинах освіти села не збереглось в історії ніяких відомостей.
Голодки в 1839 році було куплене у Вікентія Сарнецького Красуцьким. Пізніше воно було власністю дворянина Іуліана Івана Даценко. Населення, за виключенням декількох сімей католиків, числилося православних 352 чоловік і 360 жінок; всі вони селяни-українці, які займаються виключно землеробством. Раніше ж були заводи — пивоварний, винокурний й цукровий, а також великий млин, які давали великі заробітки місцевому населенню. Коли ці закрили, багато залишилось без заробітку. А ще часті неврожаї хліба і сильно розвинуті пороки пияцтва підірвали економічний побут населення. Для боротьби з пияцтвом в 1891 році організовано Товариство Тверезості, та результати його були погані.
Із спогадів Мельник Ганни Іванівни (1911–2010) відомо, що у пана Даценка був великий маєток і багато землі, на якій працювали наймити. А ще у нього була дуже гарна дочка, у яку закохався управитель. Та пан не дозволяв їй зустрічатися з ним, він закривав її в будинку і тільки випускав на прогулянку під наглядом. Та одного разу той управитель, коли дочка була на прогулянці, переліз через паркан, застрелив дівчину і себе. Пан поховав дочку і поставив їй дуже великий та гарний пам'ятник (руїни якого і досі є на старому сільському кладовищі), а управителя поховали у рові. Про Івана Даценка нам нагадують старі липи, що ростуть за селом на ділянках та криниця біля них.
Церква побудована ще в 1765 році на кошти прихожан і названа в честь св. Архистратига Михайла; вона — дерев'яна, на камінному фундаменті, з окремою дзвіницею, побудованою разом з церквою. Іконостас — вирізьблений, чотирьох'ярусний. В 1868 р. церква покрита бляхою, у 80-х роках обновлена дзвіниця. Церковної землі: «усад. 6 д. , пах. вь 3-хь смен. 20 д. 26 с. і сьн. сь. дубов. и березов. лесом 13 д. , а всього 39 д. 26с. Причтовие постройки нові, за винятком псаломницького дому». Ця церква була спалена і в 1912 році на її місці побудували нову. На свято Різдво Божої матері Пречисту (21 вересня) почали будувати, а на Михайла (21листопада) відкрили. Іконостас везли для Михайлівської церкви волами із Києва. В 2012 р. восени було 100 років.
До 40 рр. XX ст. на березі річки Рів, де раніше знаходилося село Кинтар, був невеличкий хутір, де проживало кілька сімей і працював млин. Мельников був Ніколаєв Василь Давидович. Пізніше мешканцям цього хутора було надано ділянки землі під забудову в селі Голодки. І перед початком Другої Світової війни люди перебралися в село, де і залишилися жити. А три сім'ї ще залишалися жити на Кинтарі. Це були Мельник Кость, Мельник Павло і ще один з своїми сім'ями. Також на хуторі проживав єврей Майорко. Голова колгоспу, за наказом Й. Сталіна, наказав перенести ці будинки в село і закрити хутір. Так, коли війна почалась, ці будинки розібрали по стовпах і кіньми перевезли в село. Одна з цих хат і досі стоїть в селі по вулиці Медвецького (будинок Мельник Г. І., матері Бунько Валентини). Хутір Кинтар припинив своє існування, і лише високі пагорби, на яких ростуть сосни, та назва нагадують про нього.
З міста Бар, через річку, попід хутір Кинтар, за с. Голодки йшла дорога до села Маньківці. Цією дорогою користувалися до 60-х років XX ст. А потім поклали асфальтовану дорогу, паралельно залізниці, яка тепер проходила з с. Маньківці через с. Міжлісся, селище Бар та села: Войнашівку, Пляцину, Балки до м. Бар.
Із спогадів Ковальчука Степана Трохимовича (1932–1999), Іванової Аделі Мусіївної (1936–2009) та Мельник Г. І., відомо, що під час Другої Світової війни в селі знаходилися румуни, а по другий берег річки Рів в місті Бар — німці. І коли вони перестрілювалися, люди ховалися в погріба та ями.
Румуни жили в селян. Розказували, що хоч румуни і захищали жителів від нацистів, та під час їхнього перебування в селі, жителі багато чого від них натерпілися.
Зі спогадів Нікоєвої Катерини Василівни (1930 р.н.) та Пастух Марії Семенівни (1933 р.н) відомо, що голод 1947 року був набагато важчий, як в 1933 році. Розказували, що вони їли сухарики з картопляного лупиня, яке підсушували на грубках. Ще варили бурячиння, пирій, картоплю, яка була посаджена, а потім зійшла, вони легенько викопували стару картоплю і варили її. Кажуть, що було краще жити влітку, коли появилися різні зелепухи.
Церковна — приходська школа відкрита ще в 1863 році, але в свою будівлю перенесена тільки в 1891 році, де вона й знаходилась до 1945 р. в попівській хаті біля церкви. Пізніше її перенесли в будинок Терлецької Параски, яка в одній половині проживала сама, а іншу віддала школі. На початку 70-х років XX ст. люди за свої кошти, власними силами побудували школу, у якій діти навчаються і зараз. Школа є філіалом Войнашівської ЗОШ І-III ст. Тут в даний час навчаються 90 дітей з 1-го по 9-й клас.
На даний час на території с. Міжлісся знаходяться такі підприємства: як ТОВ «Міжлісся», та новозбудований елеватор ТОВ «Агродар» -Бар. Вони теж мають свою історію.
ТОВ «Міжлісся»: спочатку був колгосп «Заповіт Леніна», головою був Рукомеда Павло Васильович, після нього був Лисий Федір, за правління якого вісім сіл: Войнашівка, селище Бар, Голодки (Міжлісся), Паліївка (Мирне), Затоки, Заможне, Пляцина та хутір Каноніцький об'єднали в один колгосп. Так утворилася одна громада — Войнашівська. В 1967 р колгосп було перейменовано в радгосп «Заповіт Леніна», головою тоді був Нешик Григорій Іванович. В 1991 р — Загоруй Михайло Іванович, в 1992 р — Мукоїд Василь Федорович, З 1997 р і дотепер Меркалн Олег Ігорович. За часів якого радгосп перетворено в СВАТ «Поділля», а в 2008 р В ТОВ «Міжлісся».
До 1992 р. в приміщенні, де зараз знаходиться контора ТОВ «Міжлісся», був побуткомбінат, діяли перукарня, швейна, фотоательє, магазин одягу.
На початку 70-х німці в селі побудували завод «Бармехмаш», який випускав різні запчастини. Це був великий завод, люди на якому працювали у три зміни. Робітників наймали не тільки з оточуючих сіл, а й з усього району. Для того, щоб їм не було важко добиратися на роботу, у лісі на початку села, побудували п'ятиповерховий будинок, де роздали квартири робітникам «Бармехмашу».
В 90 рр. XX ст. завод занепав. А у 2006 році його було розібрано зовсім. На його території влітку 2010 року було відкрито елеватор ТОВ «Агродар»-Бар.
В селі є дитячий садочок, який відкрито в 1978 році в новому приміщенні. А до цього дитячий садочок був у будинку, який знаходиться через дорогу від кладовища. Зараз там проживає Дорофей Михайло. Першими вихователями нового приміщення були Ковальчук Валентина Миколаївна (вона і досі працює тут) та Скакун Світлана Інокентіївна. Завідувачкою була Фурман Ганна Станіславівна. В 2009 р. в ньому проведено «євроремонт», підключено електричне опалення. В садочок ходить 30 дітей.
Бібліотека заснована у 1959 році. Першим бібліотекарем була Дубік Ірина, яка працювала у 1959–1965 рр. У 1965 році на зміну їй прийшла Фурман Ольга Михайлівна (1965–1973). З 1973 по 1980 р. — Повстюк Валентина Михайлівна. Бібліотека й клуб знаходились за кооперацією (магазином «Вікторія») перед кладовищем.
На початку 1980 р. бібліотеку перенесено в нове приміщення будинку культури с. Міжлісся, яке розташоване в центрі села. Площа бібліотеки становить 48 м2.
З 27.03.80 до 23.08.81 бібліотекарем працювала Каляфіцка Світлана, після неї — Ковальчук Галина Степанівна. А з 1.12.2001 р. і по даний час працює у бібліотеці Патерок Людмила Миколаївна.
У 2010 р. в бібліотеці було відкриття «БібліоІнтернету» — нових бібліотечних послуг з використанням вільного доступу до Інтернет в рамках програми «Бібліоміст», що адмініструється Радою міжнародних наукових досліджень та обмінів IREX за підтримки Фундації Білла та Мелінди Гейтс. Тепер усі користувачі мають можливість користуватися мережею Інтернет безкоштовно.
В селі є будинок культури, який знаходиться в одному приміщені з бібліотекою та ФАПом (фельдшерсько-акушерським пунктом). В 2010 −2011 р.р. в будинку культури та бібліотеці зроблено гарні ремонти та закуплено нові меблі.
На даний час в селі є три магазини: «Калина», «Пікнік», «Вікторія» та магазин-кафе «Водолій».
Через село проходить залізнична колія і автошлях Бар — Жмеринка. По якому є 10 рейсів в дві сторони, тож жителі села мають можливість швидко добиратись в різні сторони.
Є блог «Бібліотека села Міжлісся» Mizhlissyalibr.blogspot.com, на якому висвітлюються усі події, які відбуваються в селі, школі, дитячому садочку.
12 червня 2020 року, відповідно до Розпорядження Кабінету Міністрів України № 707-р «Про визначення адміністративних центрів та затвердження територій територіальних громад Вінницької області», увійшло до складу Барської міської громади.
19 липня 2020 року, в результаті адміністративно-територіальної реформи та ліквідації Барського району, село увійшло до складу Жмеринського району.

## Відомі уродженці
- Карий Ростислав Вікторович (1994—2023) — молодший сержант Збройних сил України, учасник російсько-української війни.
- Кретюк Сергій Анатолійович (26.05.1992 — 03.2023) — солдат ЗСУ. учасник російсько-української війни[3]
- Шиманський Роман Володимирович (1984—2022) — молодший сержант 70-го центру інженерного забезпечення Збройних сил України, учасник російсько-української війни.